# San Pedro de Ceque
San Pedro de Ceque – gmina w Hiszpanii, w prowincji Zamora, w Kastylii i León, o powierzchni 49 km². W 2011 roku gmina liczyła 561 mieszkańców.